# Berlevåg (pueblo)
Berlevåg es el centro administrativo del municipio de Berlevåg en la provincia de Finnmark, Noruega. El pueblo está situado en la costa noreste de la península de Varanger a lo largo del mar de Barents. El pueblo se encuentra a lo largo de la ruta nacional noruega 890, justo al este del aeropuerto de Berlevåg. Los barcos expresos costeros Hurtigruten paran diariamente en Berlevåg. En los 0,88 kilómetros cuadrados que tiene el pueblo habitan 948 personas en el 2012, lo que da al pueblo una densidad de población de 1.077 habitantes por km². Esto da cuenta de que contiene a casi todos los residentes de todo el municipio.
Berlevåg es uno de los mayores pueblos de pescadores en el condado de Finnmark. Tiene varias plantas de procesamiento de pescado, un gran puerto, y servicios públicos. La iglesia de Berlevåg se encuentra en el pueblo, y el faro Kjølnes se encuentra a unos 5 kilómetros al este del pueblo. Hay cuatro grandes rompeolas que protegen la aldea del océano, que fueron construidos entre 1913 y 1975.

## Historia
Cerca del final de la Segunda Guerra Mundial, los alemanes se retiraron del condado de Finnmark desde septiembre de 1944 hasta febrero de 1945, utilizando tácticas de tierra arrasada y todos los edificios en Berlevåg fueron incendiadas. 
Berlevåg se hizo famoso cuando la película Heftig og begeistret tuvo gran éxito en 2001. La película era sobre el coro masculino de Berlevåg. Berlevåg es también conocida por ser el escenario de la novela de Karen Blixen, El festín de Babette.